# Stubbekøbing

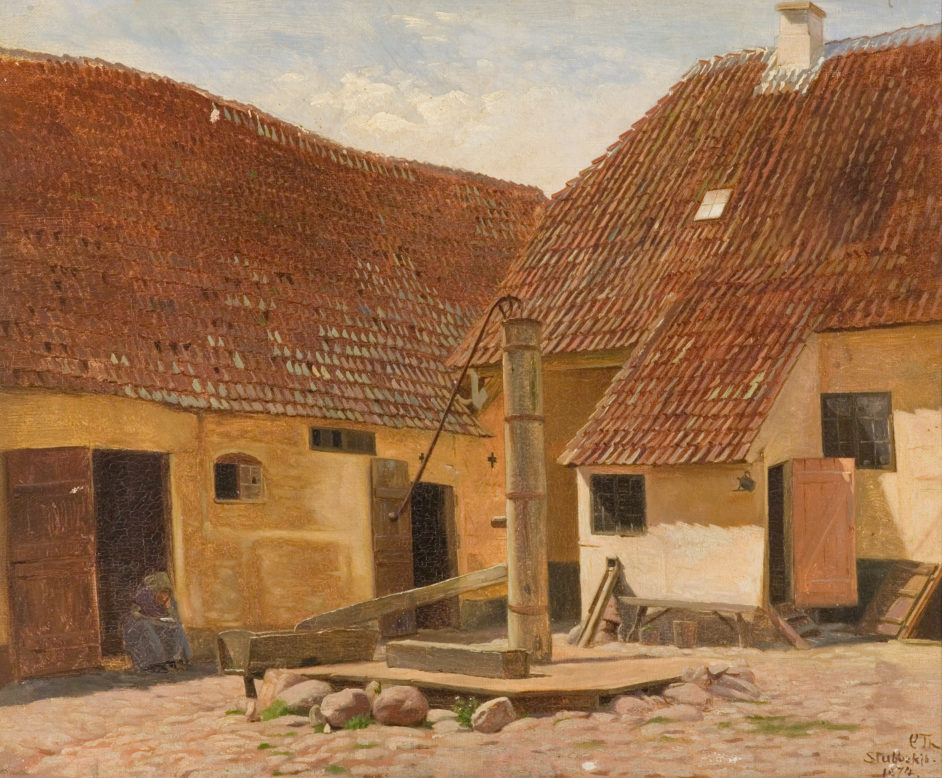
Carl Thomsen alter Hof in Stubbekøbing, 1874

Stubbekøbing ist eine dänische Stadt an der Nordküste der Insel Falster am Grønsund gelegen. Die Stadt bildet eine eigene Kirchspielsgemeinde (dän.: Sogn) Stubbekøbing Sogn, die bis zur dänischen Kommunalreform von 1970 zur Harde Falsters Nørre Herred im damaligen Maribo Amt gehörte, danach war sie Verwaltungssitz der Stubbekøbing Kommune im Storstrøms Amt, die mit der nächsten dänischen Kommunalreform 2007 in der Guldborgsund Kommune in der Region Sjælland aufgegangen ist. Die Stadt ist mit 2214 Einwohnern (Stand: 1. Januar 2025) Falsters zweitgrößte Stadt nach Nykøbing und verfügt über einen Fischerei- und einen Yachthafen sowie einen Fähranleger, von dem aus im Sommer eine Fähre nach Bogø verkehrt. Sie ist an den Radweg Berlin-Kopenhagen sowie an die europäische Fahrradroute EuroVelo 7 angeschlossen.

## Im Ort geboren
- Lucas Jacobson Debes (1623–1675), dänischer Pfarrer und Topograph
- Clara Wæver (1855–1930), Textilkünstlerin und Geschäftsfrau
- Hjalmart Andersen (1889–1974), Turner
- Frederik Magle (* 1977), dänischer Komponist, Konzertorganist und Pianist

## Einzelnachweise

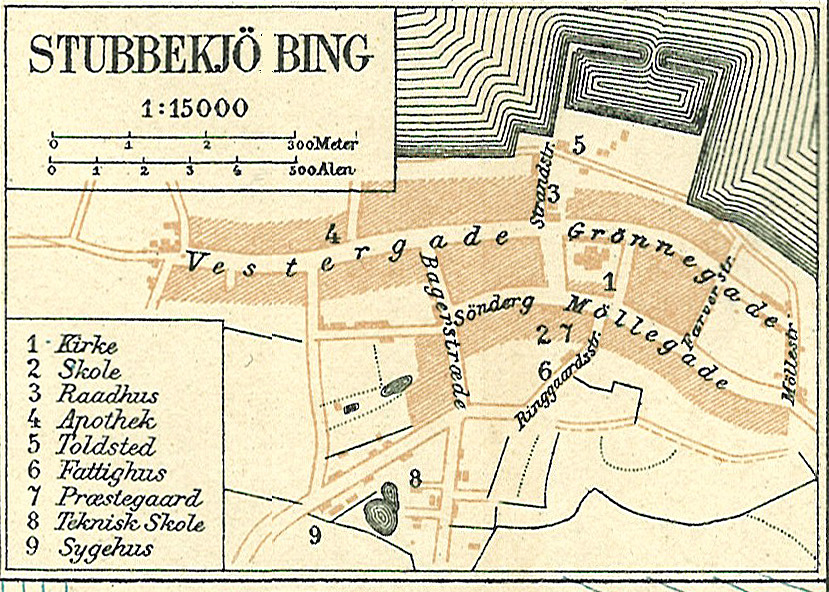
Karte von Stubbekøbing um 1900